# Distretto di Pa Bon
Il distretto di Pa Bon (in thailandese: ป่าบอน) è un distretto (amphoe) della Thailandia, situato nella provincia di Phatthalung.